# Star Wars: Return of the Jedi - Death Star Battle

Star Wars: Return of the Jedi - Death Star Battle es un videojuego de disparos publicado por Parker Brothers para varias consolas. En 1983 salió la versión para la consola Atari y en 1984 para la consola Sinclair ZX Spectrum. Fue el primer videojuego basado en la película Retorno del Jedi.

## Modo de Juego
En el juego, el jugador controla el Halcón Milenario con el propósito de destruir la segunda Estrella de la Muerte. El juego se divide en dos etapas. En la primera, el jugador debe disparar a las naves TIE enemigas mientras espera la oportunidad para pasar a través de un escudo de energía. En la segunda etapa, el jugador debe abrir camino disparando a la Estrella de la Muerte hasta lograr alcanzar al reactor central. Una vez que se ha destruido el reactor, el jugador debe sobrevivir a la explosión resultante. 
Una vez que se han cumplido ambos objetivos, el juego inicia nuevamente incorporando una mayor dificultad.